# آيت عبد الواسع ترتمات (مركز الخير أكطاية)
آيت عبد الواسع ترتمات هو دُوَّار يقع بجماعة كطاية، إقليم بني ملال، جهة بني ملال خنيفرة في المملكة المغربية. ينتمي الدوّار لمشيخة مركز الخير أكطاية التي تضم 10 دواوير. يقدر عدد سكانه بـ 52 نسمة حسب الإحصاء الرسمي للسكان والسكنى لسنة 2004.

## وصلات خارجية
- البوابة الوطنية للجماعات الترابية
- المندوبية السامية للتخطيط